# Джерело б/н (Красне)
Джерело б/н — гідрологічна пам'ятка природи місцевого значення. Об'єкт розташований на території Тячівського району Закарпатської області, с. Красне, ДП «Мокрянське ЛМГ», Краснянське лісництво, урочище «Підчос», квартал 17, виділ 47.
Площа — 0,5 га, статус отриманий у 1984 році.